# Stigmella trimaculella
Stigmella trimaculella là một loài bướm đêm thuộc họ Nepticulidae. Nó được tìm thấy ở hầu hết Europe, phía đông đến phần phía đông của Palearctic ecozone.

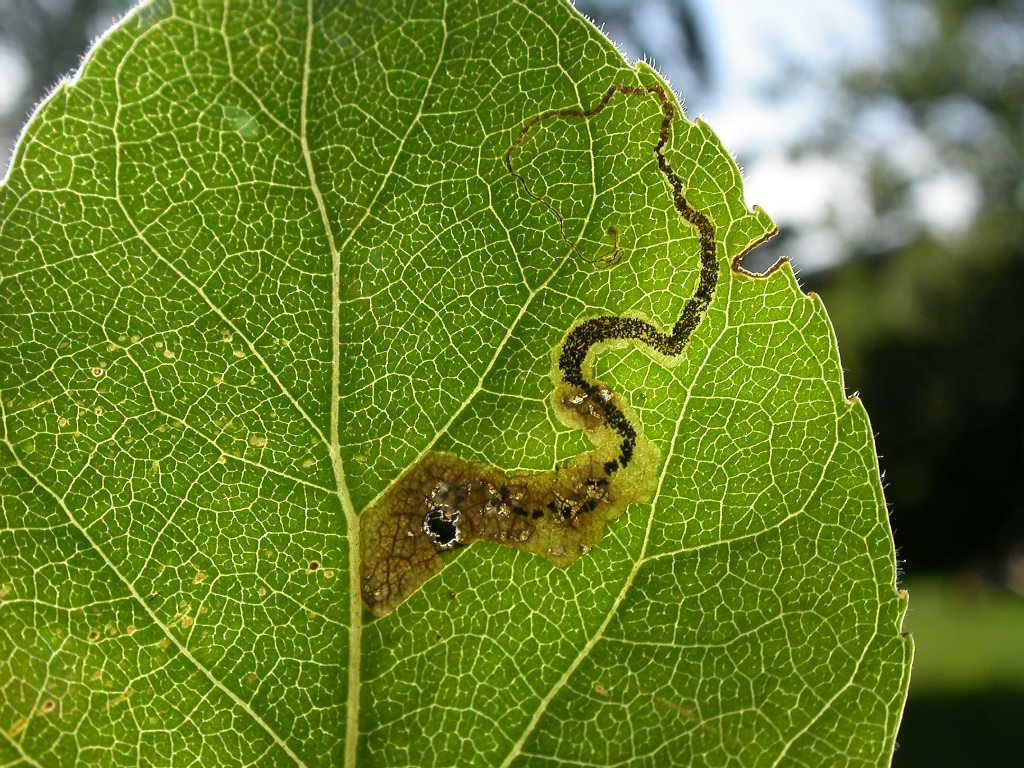
Stigmella trimaculella mine

Sải cánh dài 5–6 mm. Con trưởng thành bay vào tháng 5 và một lần nữa vào tháng 8.
Ấu trùng ăn Populus alba, Populus angustifolia, Populus x canadensis, Populus candicans, Populus canescens, Populus deltoides, Populus nigra, Populus simonii, Populus suaveolens, Populus tremula và Populus trichocarpa. Chúng ăn lá nơi chúng làm tổ. 